# 中邨章
中邨章（なかむら あきら、1940年 - ）は、日本の政治学者、明治大学名誉教授。専門は行政学。

## 略歴
大阪府出身。1963年関西学院大学法学部卒業、66年カリフォルニア大学バークレー校政治学部卒業。69年カリフォルニア州立大学サンノゼ校大学院修士課程修了、73年南カリフォルニア大学大学院博士課程修了（Ph.D.）。71年カリフォルニア州立大学講師、76年明治大学政治経済学部専任講師、78年助教授、83年教授、2002-08年大学院長、06-08年副学長。11年定年退職、名誉教授。2007年マレーシア政府から叙勲を受ける。2008年 JICA緒方貞子理事長より顕彰を受ける。2008年アジア行政学会から長年の功績に対し顕彰を受ける。2015年 アメリカ/National Academy of Public Administration より日本人で最初のFellowに選出される。2016年、日本政治法律学会より学会賞を受賞。2018年、日本政治法律学会より現代公共政策学会賞を受賞。
ユタ大学客員教授、98-2000年カナダ・ヴィクトリア大学特任教授、87年ブルッキングス研究所客員研究員。国際行政学会研究諮問委員会委員長、日本自治体危機管理学会会長。

## 著書
- 自治体の危機管理　ぎょうせい　2019
- 地方議会人の挑戦　ぎょうせい　2016
- 自治体主権のシナリオ　芦書房　2003
- アメリカの地方自治 学陽書房 1991.6
- 東京市政と都市計画 明治大正期・東京の政治と行政 敬文堂 1993.6
- 自治体主権のシナリオ ガバナンス・NPM・市民社会 芦書房 2003.3

## 共編著
- 日本の政策過程 自民党・野党・官僚 竹下譲共編著 梓出版社 1984.6
- 管理とデモクラシー 飯坂良明共編 学陽書房 1984.12
- 官僚制と日本の政治 国が変わる、行政が変わる 北樹出版 1997.12
- 行政の危機管理システム 行政管理研究センター監修 中央法規出版 2000.8
- 自治責任と地方行政改革 敬文堂 2000.7 (自治総研叢書)
- 国家のゆくえ 21世紀世界の座標軸 青木一能,大谷博愛共編 芦書房 2001.10
- 危機管理と行政 グローバル化社会への対応 ぎょうせい 2005.3 (明治大学社会科学研究所叢書)
- 危機発生後の72時間 いかに素早くかつ的確に対応するか 幸田雅治共編著 第一法規 2006.2
- 行政カタカナ用語辞典 監修・著者代表 イマジン自治情報センター編 イマジン出版 2008.8
- 危機管理学―社会運営とガバナンスのこれから― 市川宏雄共編著 第一法規 2014.1

## 翻訳
- 日本人と政治文化 ハンス・H.ベァワルド 橋本彰共訳 人間の科学社 1974 (人間の科学叢書)

## 親族
兄は吉本興業社長を務めた中邨秀雄。長男、良樹は青山学院大学経営学部教授。次男、信貴はMicrosoft Japanの本部長。
脚注
1. 1 2  学会賞 歴代受賞者一覧日本政治法律学会